# Randelsried
Randelsried ist ein Pfarrdorf und Ortsteil des Marktes Altomünster im oberbayerischen Landkreis Dachau. Zur Gemarkung gehören auch noch die Dörfer Asbach und Schmarnzell und die Weiler Lauterbach und Reichertshausen.

## Lage
Randelsried und seine Ortsteile liegen im Donau-Isar-Hügelland und damit im Unterbayerischen Hügelland, das zum Alpenvorland, einer der Naturräumlichen Haupteinheiten Deutschlands gehört.
Randelsried liegt circa fünf Kilometer nördlich des Hauptortes Altomünster. Asbach, Schmarnzell und Reichertshausen liegen südlich, Lauterbach nordwestlich von Randelsried. Sämtliche Ortschaften sind lediglich durch Ortsverbindungsstraßen miteinander und den Nachbarorten verbunden.
Durch Asbach fließt der sich nach Nordwesten wendende Wildmooser Bach, der anschließend durch Haag fließt und westlich von Haag als rechter Zufluss in die Weilach mündet. Östlich von Randelsried entspringt der Flussgraben, der in nordwestlicher Richtung durch Randelsried und nordöstlich an Lauterbach vorbeifließt und nördlich von Holzhausen ebenfalls als rechter Zufluss in die Weilach mündet.

## Geschichte
Randelsried mit seinen Ortsteilen war eine selbständige Gemeinde im oberbayerischen Landkreis Aichach. Damals gehörten noch Buxberg, Weitenwinterried und Winterried zur Gemeinde Randelsried. Am 1. Juli 1972 kamen im Zuge der Gebietsreform in Bayern Randelsried und seine Ortsteile zum ebenfalls oberbayerischen Landkreis Dachau. Am 1. Januar 1976 wurden die Gemeindeteile Randelsried, Asbach, Schmarnzell, Lauterbach und Reichertshausen nach Altomünster und die Gemeindeteile Buxberg, Weitenwinterried und Winterried nach Tandern umgemeindet.

## Pfarreien
- Die katholische Pfarrei Sankt Peter und Paul in Randelsried gehört zum Dekanat Aichach-Friedberg im Bistum Augsburg. Zur Pfarrei gehören außerdem die Filiale Sankt Margareta in Haag und die Ortschaften Arnberg, Asbach, Buxberg und Schmelchen.
- Die katholische Filialkirche Sankt Alban in Lauterbach, eine ehemalige Pfarrei, gehört zur Pfarrei Sankt Johannes Baptist in Aufhausen.
- Der größte Teil von Schmarnzell gehört zur katholischen Pfarrei Sankt Peter und Paul in Tandern.
- Reichertshausen und ein Anwesen in Schmarnzell gehören zur katholischen Pfarrei Sankt Dionysius in Pipinsried.